# Greene County (Alabama)
Das Greene County ist ein County im Bundesstaat Alabama der Vereinigten Staaten. Der Verwaltungssitz (County Seat) ist Eutaw.

## Geographie
Das County liegt im Westen von Alabama, ist etwa 25 km von Mississippi entfernt und hat eine Fläche von 1709 Quadratkilometern, wovon 36 Quadratkilometer Wasserfläche sind. Die Ostgrenze wird durch den Black Warrior River und die Westgrenze durch den Tombigbee River gebildet. Das County grenzt im Uhrzeigersinn an folgende Countys: Tuscaloosa County, Hale County, Marengo County, Sumter County und Pickens County.

## Geschichte
Greene County wurde am 13. Dezember 1819 auf Beschluss der State Legislature aus Landesteilen gebildet, die die Choctaw im Vertrag von Fort St. Stephens an die Vereinigten Staaten abgetreten hatten. Benannt wurde es nach General Nathaniel Greene, der während des Amerikanischen Unabhängigkeitskriegs von 1775 bis 1780 als General in der Kontinentalarmee diente. Er war vorsitzender Richter im Militärgericht, das den britischen Offizier John André zum Tode verurteilte. Die erste Bezirkshauptstadt wurde Erie, das jetzt im Hale County liegt. 1838 verlegte man den County Seat nach Eutaw, weil Erie regelmäßig unter Überflutungen des Black Warrior Rivers zu leiden hatte und dort das Gelbfieber virulent war. Eutaw ist nach der von General Greene im September 1781 geführten Schlacht von Eutaw Springs benannt. Im Jahr 1867 wurde aus Teilen von Greene das Hale County gebildet. Ein Jahr später brannte das Courthouse ab und wurde völlig zerstört. Das heute genutzte Gerichts- und Verwaltungsgebäude für das County geht auf das Jahr 1993 zurück.
In den Jahrzehnten vor dem Sezessionskrieg florierte das County als ein Handels- und Justizzentrum in der durch besonders fruchtbare Böden gekennzeichneten Black-Belt-Region. Im Mexikanisch-Amerikanischen Krieg stellte Greene eine Freiwilligenkompanie, die in der Belagerung von Veracruz kämpfte. Der Anwalt Stephen Fowler Hale aus Eutaw wurde während der Sezessionskrise von Gouverneur Andrew B. Moore nach Kentucky entsandt, um diesen Grenzstaat zum Austritt aus der amerikanischen Union zu überreden. Danach vertrat er das County im provisorischen Konföderiertenkongress, bevor er in der Schlacht bei Gaines Mill fiel. Nach dem Bürgerkrieg verfiel die Region zusehends und wurde im Laufe des 20. Jahrhunderts zu einer der ärmsten Gegenden des Bundesstaates, in der hauptsächlich kleine Farmpächter lebten. Während der Bürgerrechtsbewegung in den 1960er Jahren boykottierte die afroamerikanische Bevölkerung die Geschäfte in Eutaw. Im Jahr 1970 erhielt das County landesweit Aufmerksamkeit, als der von weißen dominierte Schulaufsichts- und Gemeinderat gegen einen mit afroamerikanischer Mehrheit ausgetauscht wurde.

## Kultur und Sehenswürdigkeiten

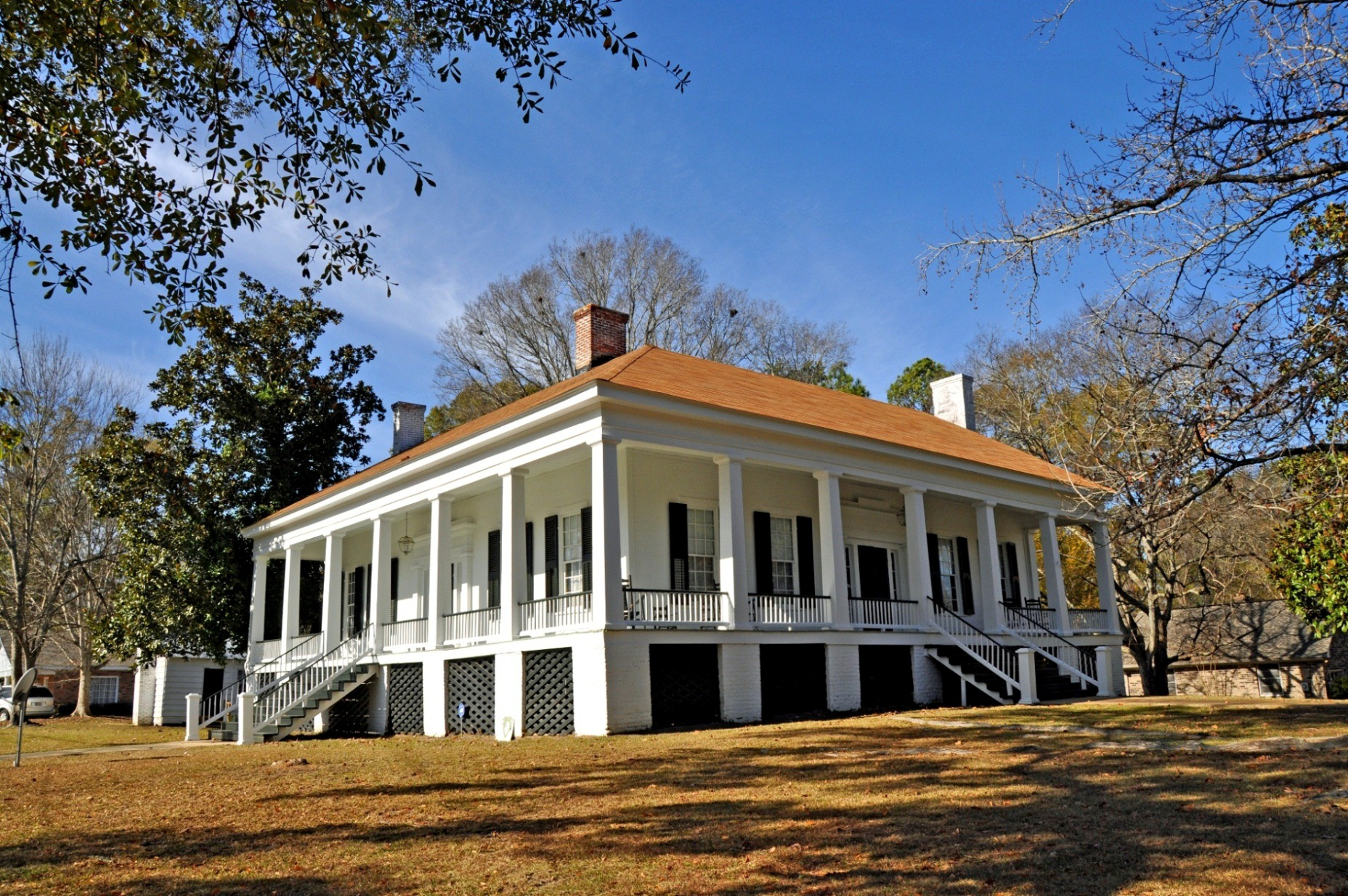
Daniel R. Wright House (2010)

35 Bauwerke und Stätten im County sind im National Register of Historic Places (NRHP) eingetragen (Stand 2. April 2020), darunter die First Presbyterian Church, das Greene County Courthouse und das Daniel R. Wright House.

## Verkehr
Etwa 10 km nordwestlich der Bezirkshauptstadt Eutaw führen quer durch das County von Nordosten nach Südwesten die hier zusammen verlaufenden Interstate 20 und Interstate 59. Durch Eutaw selbst führen die U.S. Highways 43 und 11. Weiterhin durchziehen die Alabama State Routes 14 und 39 das County.

## Demographische Daten

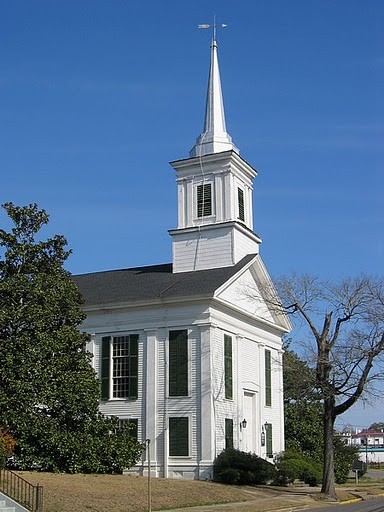
First Presbyterian Church (2008)

Nach der Volkszählung im Jahr 2000 lebten im Greene County 9974 Menschen. Davon wohnten 78 Personen in Sammelunterkünften, die anderen Einwohner lebten in 3931 Haushalten und 2649 Familien. Die Bevölkerungsdichte betrug 6 Einwohner pro Quadratkilometer. Ethnisch betrachtet setzte sich die Bevölkerung zusammen aus 19,09 Prozent Weißen, 80,34 Prozent Afroamerikanern, 0,12 Prozent amerikanischen Ureinwohnern, 0,08 Prozent Asiaten und 0,10 Prozent aus anderen ethnischen Gruppen; 0,27 Prozent stammten von zwei oder mehr Ethnien ab. 0,58 Prozent der Bevölkerung waren spanischer oder lateinamerikanischer Abstammung.
Von den 3931 Haushalten hatten 32,7 Prozent Kinder und Jugendliche unter 18 Jahren, die bei ihnen lebten. In 36,4 Prozent lebten verheiratete, zusammen lebende Paare, 27,1 Prozent waren allein erziehende Mütter, 32,6 Prozent waren keine Familien, 30,8 Prozent aller Haushalte waren Singlehaushalte und in 12,3 Prozent lebten Menschen im Alter von 65 Jahren oder darüber. Die Durchschnittshaushaltsgröße betrug 2,52 und die durchschnittliche Familiengröße betrug 3,16 Personen.
29,2 Prozent der Bevölkerung waren unter 18 Jahre alt, 8,9 Prozent zwischen 18 und 24, 25,1 Prozent zwischen 25 und 44, 22,1 Prozent zwischen 45 und 64 und 14,7 Prozent waren 65 Jahre oder älter. Das Durchschnittsalter betrug 36 Jahre. Auf 100 weibliche Personen kamen 88,4 männliche Personen und auf Frauen im Alter von 18 Jahren und darüber kamen 79 Männer.
Das jährliche Durchschnittseinkommen eines Haushalts betrug 19.819 USD, das Durchschnittseinkommen einer Familie 24.604 USD. Männer hatten ein Durchschnittseinkommen von 25.707 USD, Frauen 19.051 USD. Das Prokopfeinkommen betrug 13.686 USD. 29,9 Prozent der Familien und 34,3 Prozent der Einwohner lebten unterhalb der Armutsgrenze.

## Orte im Greene County
- Allison
- Birdeye
- Boligee
- Braggville
- Clinton
- Crawford Fork
- Eutaw
- Five Points
- Forkland
- Fowler
- Gosa
- Guinea
- Hycutt
- Jackson Quarters
- Jena
- Knoxville
- Lewiston
- Lizzieville
- Mantua
- McClure
- Merriwether
- Miller
- Morrows Grove
- Mount Hebron
- New Mount Hebron
- New West Greene
- Pleasant Ridge
- Ridge
- Rosemont
- Snoddy
- Thornhill
- Tishabee
- Union
- Walden Quarters
- West Greene